# Почесна відзнака «За заслуги перед місцевим самоврядуванням».
Почесний знак «За заслуги перед територіальним самоврядуванням»  – польська відомча цивільна відзнака, якою нагороджує Міністерство внутрішніх справ та управління Польщі (пол. Ministerstwo Spraw Wewnętrznych i Administracji) міністр, відповідальний за державну адміністрацію, встановлений постановою Ради Міністрів від 12 червня 2015 р.

## Правила нагородження
Нагрудний знак нагороджується як почесна відзнака за особливі заслуги перед місцевим самоврядуванням, зокрема:
- у діяльності в органах місцевого самоврядування, спілках та асоціаціях органів місцевого самоврядування;
- пов'язані з виконанням завдань місцевого самоврядування в органах публічної адміністрації та в органах державної влади;
- у науково-дослідницькій роботі з питань діяльності органів місцевого самоврядування.

Нагрудний знак вручає міністр, відповідальний за державне управління, за власною ініціативою або за поданням:
- органи місцевого самоврядування;
- органи спілок або асоціацій одиниць місцевого самоврядування;
- статутні органи загальнодержавних організацій, уповноважені призначати представників до Спільної комісії Уряду та територіального самоврядування, визначені окремими положеннями;
- воєвода.

Нагородження особи проводиться  лише один раз. Вона може бути присуджена посмертно. Нагрудний знак вручає міністр державного управління або уповноважена ним особа. Нагороджений отримує нагрудний знак, його мініатюру та диплом.

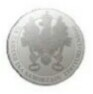
Мініатюра - почесної Відзнаки

## Опис відзнаки

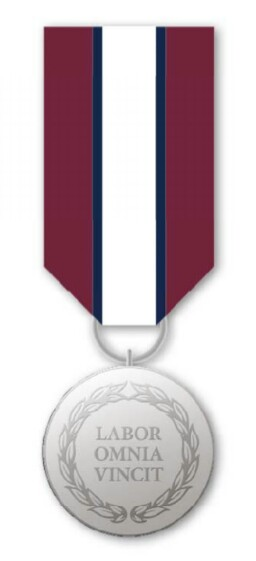
Реверс Почесна відзнака «За заслуги перед місцевим самоврядуванням»

Нагрудний знак має форму круглої медалі діаметром 35 мм, виготовлений з металу, з двостороннім маркуванням, посріблений та оксидований, з вушком та кільцем для підвішування. На лицьовій стороні в обідку з опуклим нижнім написом великими літерами «ЗА ЗАСЛУГИ ПЕРЕД МІСЦЕВИМ САМОВРЯДУВАННЯМ» (пол. „ZA ZASŁUGI DLA SAMORZĄDU TERYTORIALNEGO”) на фактурному тлі розміщено опукле зображення білого орла, який тримає в кігтях два ключі пір’їнками вгору і назовні. На реверсі розміщено трирядковий опуклий прописний напис «LABOR OMNIA VINCIT» (у перекладі з латини - ПРАЦЯ ПЕРЕМОЖЕ ВСЕ) в оточенні опуклого вінка з двох стилізованих розв'язаних лаврових гілок.
Нагрудний знак підвішується до шовкової гросгрейнової стрічки вишневого кольору, шириною 35 мм, з білою смугою шириною 11 мм у центрі, облямованою з боків темно-синіми смугами шириною 2 мм. Нагрудний знак носиться зліва на грудях, після державних орденів і відзнак.
Перше нагородження рочесною відзнакою відбулася 28 серпня 2015 року під час конференції «Від солідарності до самоврядування» в Колонній залі Канцелярії Прем’єр-міністра у Варшаві 